# Pollenia tenuiforceps
Pollenia tenuiforceps är en tvåvingeart som beskrevs av Seguy 1928. Pollenia tenuiforceps ingår i släktet vindsflugor, och familjen spyflugor. Inga underarter finns listade i Catalogue of Life.